# Ernst Dieter Rossmann

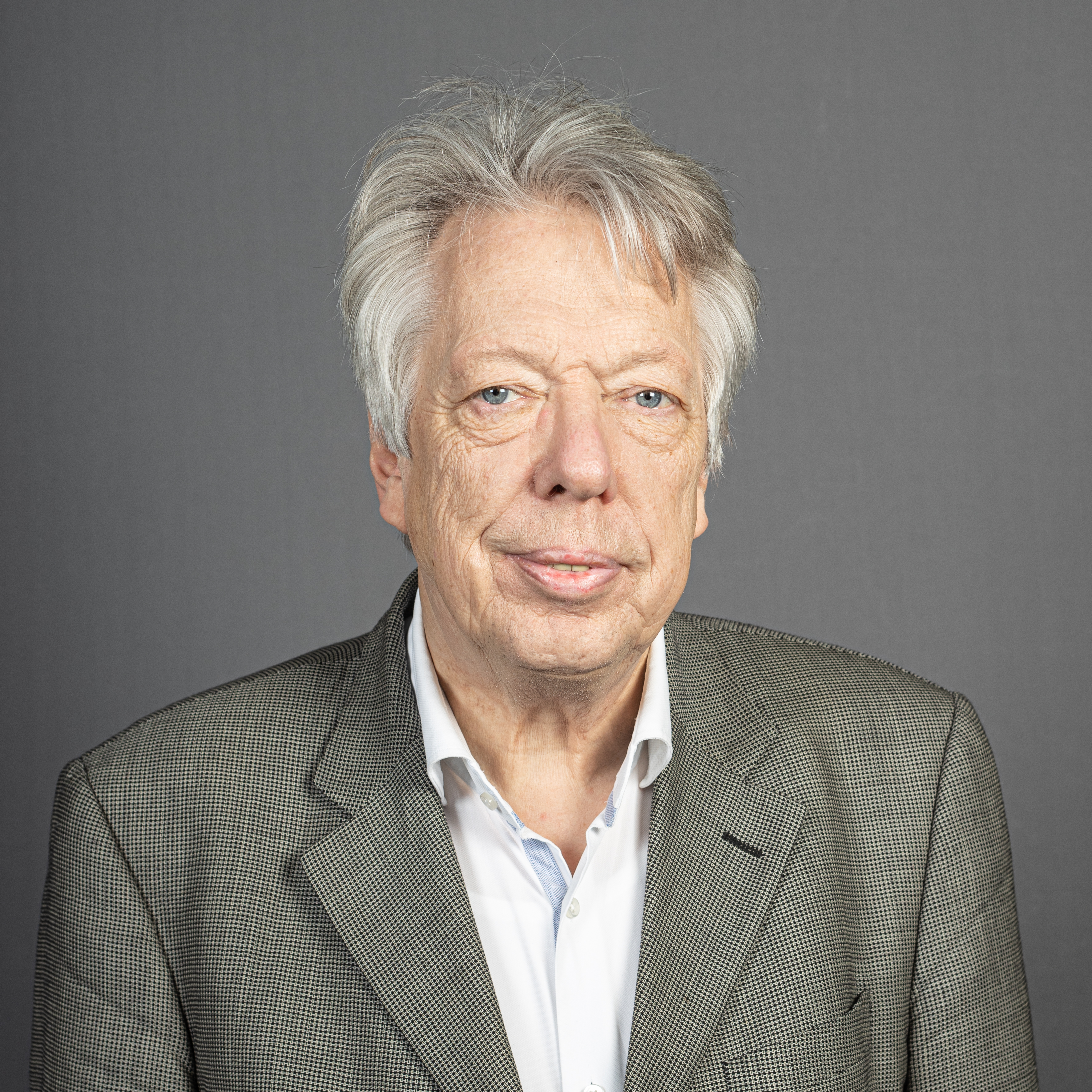
Ernst Dieter Rossmann (2020)

Ernst Dieter Rossmann (* 4. Februar 1951 in Elmshorn) ist ein deutscher Politiker (SPD) und Diplom-Psychologe. Er war von Januar 2018 bis zu seinem Ausscheiden aus dem Deutschen Bundestag im Oktober 2021 Vorsitzender des Ausschusses für Bildung, Forschung und Technikfolgenabschätzung. Im Mai 2019 wurde er nach zwölf Jahren als Vorsitzender zum Ehrenvorsitzenden des Deutschen Volkshochschul-Verbands gewählt.

## Leben und Beruf
Nach dem Abitur im Jahr 1969 am Bismarck-Gymnasium in Elmshorn absolvierte Rossmann ein Studium der Psychologie, das er 1974 als Diplom-Psychologe beendete. Anschließend war er bis 1988 als wissenschaftlicher Angestellter an der Fachhochschule für Sozialpädagogik in Hamburg tätig. Im Jahr 1986 promovierte er zum Dr. der Sportwissenschaft mit der Arbeit Verhaltenskonzepte für das sportliche Training von Jugendlichen: Ergebnisse und Konsequenzen aus zwei empirischen Untersuchungen zum Training von Jugendmannschaften im Fußball (12–16 Jahre).
Ernst Dieter Rossmann ist evangelisch, verheiratet und Vater einer Tochter.

## Politische Laufbahn
Seit dem Jahr 1971 ist er Mitglied der SPD und war in den Jahren 1981 bis 2017 Vorsitzender des SPD-Ortsvereins Elmshorn.
Rossmann war von 1982 bis 1991 Mitglied der Stadtverordnetenversammlung von Elmshorn und hier in dieser Zeit stellvertretender Vorsitzender der SPD-Fraktion.
Von 1987 bis zu seiner Mandatsniederlegung am 6. Oktober 1998 gehörte Rossmann dem Landtag von Schleswig-Holstein an. Hier war er in den Jahren 1988 bis 1996 bildungspolitischer Sprecher der SPD-Landtagsfraktion, 1992 bis 1996 Zweiter Vizepräsident des Landtages und ab 1996 stellvertretender Vorsitzender der SPD-Landtagsfraktion. Rossmann ist stets als direkt gewählter Abgeordneter des Wahlkreises Elmshorn, Tornesch und Umlandgemeinden in den Landtag eingezogen.
In den Jahren 1998 bis 2021 war er Mitglied des Deutschen Bundestages und hier von Januar 2018 bis Oktober 2021 Vorsitzender des Ausschusses für Bildung, Forschung und Technikfolgenabschätzung. In der SPD-Bundestagsfraktion war er von März 2009 bis Januar 2018 Sprecher der Arbeitsgruppe „Bildung und Forschung“. Von November 2002 bis Februar 2018 gehörte er dem Fraktionsvorstand an und war von April 2002 bis Oktober 2017 Sprecher der Landesgruppe Schleswig-Holstein sowie von Januar 2006 bis März 2014 Sprecher der Parlamentarischen Linken in der SPD-Bundestagsfraktion. Im 19. Deutschen Bundestag war Rossmann stellvertretendes Mitglied in der Enquete-Kommission Berufliche Bildung.
Ernst Dieter Rossmann ist 1998 und 2002 als direkt gewählter Abgeordneter des Wahlkreises Pinneberg und 2005, 2009, 2013 und 2017 jeweils über die Landesliste Schleswig-Holstein in den Bundestag eingezogen. Im Juli 2020 kündigte er an, bei der Bundestagswahl 2021 nicht erneut kandidieren zu wollen.
Seit 2009 ist Rossmann Mitglied der Grundwertekommission der SPD.
Im Jahr 2017 wurde Rossmann für sein Engagement in der SPD mit der Willy-Brandt-Medaille geehrt. Im Jahr 2024 wurde er mit dem Bundesverdienstkreuz 1. Klasse ausgezeichnet.

## Politische Positionen
Rossmann gehörte in den Jahren 1998 bis 2021 der Parlamentarischen Linken (PL) in der SPD-Bundestagsfraktion an und war von Januar 2006 bis März 2014 deren Sprecher.
Rossmann spricht sich für die Einrichtung eines Nationalen Bildungsrates aus, so wie es im Koalitionsvertrag der CDU/CSU und SPD für die 19. Wahlperiode vereinbart wurde. Neben dem Ausschussvorsitz ist Rossmann für die SPD-Bundestagsfraktion als Berichterstatter zuständig für europäische Bildungs- und Forschungspolitik, verfolgte Wissenschaftler sowie Wissenschaftskommunikation und Citizen Science (Bürgerwissenschaften).

## Engagement im Deutschen Volkshochschul-Verband
Von Juni 2007 bis Mai 2019 war Rossmann ehrenamtlicher Vorsitzender des Deutschen Volkshochschulverbandes (DVV). Nachdem er im Mai 2019 nach drei Amtsperioden satzungsgemäß nicht mehr als Vorsitzender kandidiert hat, wurde er von der Mitgliederversammlung einstimmig zum Ehrenvorsitzenden gewählt wurde. Seit Juni 2019 ist Rossmann Vorsitzender des Landesverbandes der Volkshochschulen in Schleswig-Holstein.